# The St. Regis Washington, D.C.
The St. Regis Washington, D.C., autrefois l'hôtel Carlton – ou Carlton Hotel en anglais – est un hôtel de Washington, aux États-Unis. Construit dans les années 1920 selon les plans de l'architecte Mihran Mesrobian, ce bâtiment de style Beaux-Arts est inscrit au Registre national des lieux historiques depuis le 28 juin 1990. C'est également une propriété contributrice au district historique de la Sixteenth Street depuis le 11 juillet 2007.